# GBIC

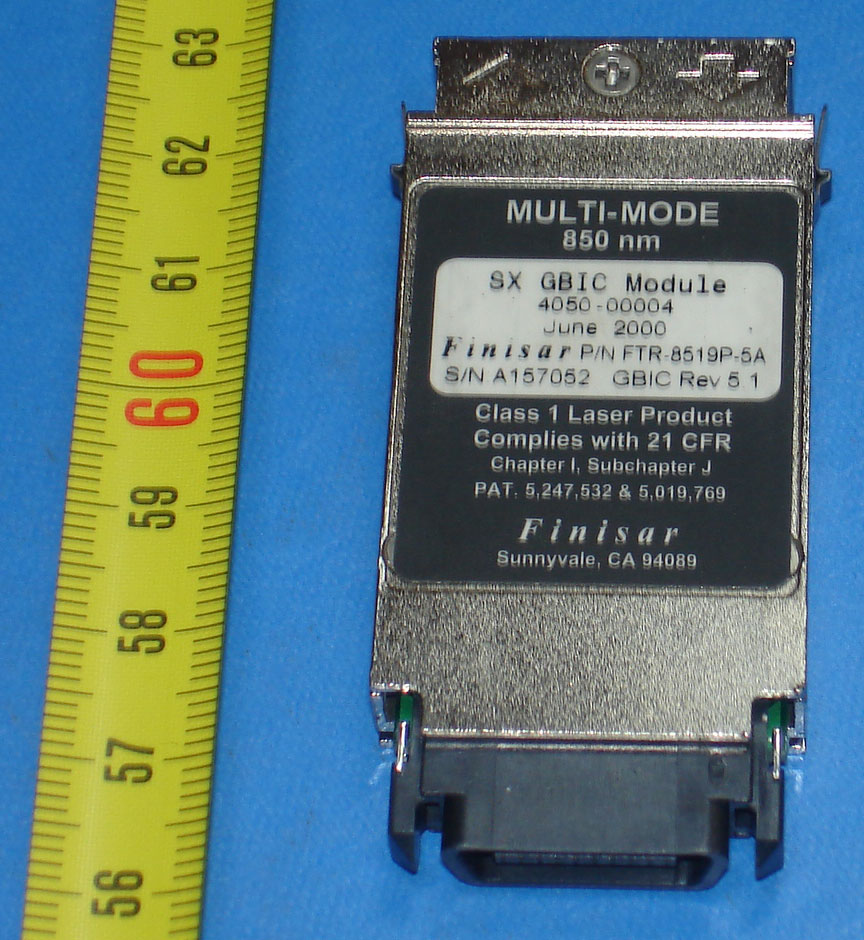
1000BASE-SX GBIC

GBIC (акроним от англ. GigaBit Interface Converter преобразователь гигабитного интерфейса) — стандарт для передатчиков, используемый совместно с Gigabit Ethernet и волоконно-оптическими кабелями. Являясь стандартом, поддерживающим режим «горячей» замены, один гигабитный GBIC-порт может обеспечивать передачу данных по различным физическим средам, от медного кабеля до длинноволновых одномодовых волокон, на расстояние сотен километров, требуя лишь замены GBIC-модуля.
Появление стандарта GBIC обусловлено его гибкостью. В случае, когда используются различные технологии передачи по волоконно-оптическому кабелю, возможно использование только необходимого количества GBIC, причём для каждой линии может быть использован требуемый вид GBIC. Это уменьшает затраты на систему связи и даёт возможность гибкого изменения структуры сети. Но с другой стороны, если заранее известно, что коммутатор будет работать только с одним видом линии связи (особенно, если это медь), то покупка коммутатора со встроенным портом, возможно, будет дешевле и оборудование займет меньше места.
Стандарт GBIC является непроприетарным и определён комитетом SFF (SFF Committee) в документе # SFF-8053.
На данный момент вытеснен стандартом SFP.